# Ruská občanská válka
Ruská občanská válka (rusky Гражданская война в России) byl ozbrojený konflikt mezi bolševiky, kteří se snažili v Rusku vybudovat socialistický stát, a vnitřně velmi heterogenní opozicí, od monarchistů až po liberály a umírněné socialisty. Podnětem k válce bylo uchvácení moci bolševiky 7. listopadu 1917 (říjnová revoluce) a vytvoření sovětské vlády v čele s Leninem. Boje začaly na přelomu let 1917/1918 a skončily vítězstvím bolševiků v roce 1920, po uzavření řady dohod s odcházejícími československými legionáři. Bezprostředním důsledkem bojů byl katastrofální hladomor v Povolží, naprostý hospodářský rozvrat a mezinárodní izolace Ruska, z dlouhodobé perspektivy pak nastolení jedné z nejtvrdších diktatur světa, která se zhroutila až po polovině osmdesátých let 20. století s nástupem Michaila Gorbačova a Perestrojky.
Civilnímu obyvatelstvu přinesla válka nezměrné strádání a utrpení. Spolu s padlými vojáky si vyžádala asi 10 až 17 milionů obětí, tedy mnohonásobně více, než činily ztráty Ruska v první světové válce. Do konfliktu postupně zasáhly mnohé zahraniční mocnosti, od Německa až po Velkou Británii a Japonsko, na západě vyhlásily nezávislost oblasti s neruským obyvatelstvem (Polsko, Finsko, Litva, Lotyšsko, Estonsko), přibližně dva miliony lidí (především s vyšším vzděláním) emigrovaly. Poslední odpůrci bolševiků se vzdali až v červnu 1923.

## Předpoklady

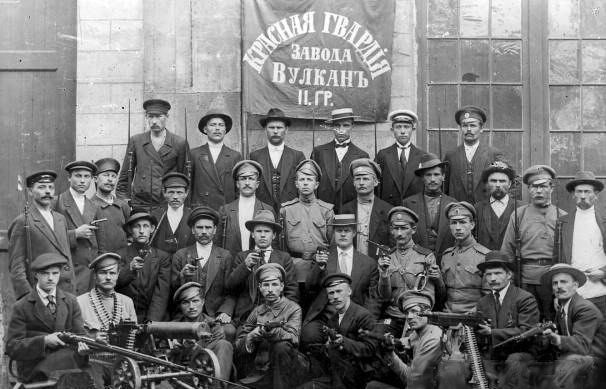
Rudí gardisté podniku Vulkan, 1917

První světová válka dolehla na Rusko více než na ostatní válčící státy. Zaostalá carská monarchie, jejíž zpola autokratické zřízení kritizovala již řadu let většina inteligence, nedokázala dostatečně mobilizovat své síly k vedení války a její hospodářství i vojenské struktury postupně kolabovaly. V březnu 1917 (podle starého kalendáře v únoru – odtud únorová revoluce) propukly v Petrohradě hladové bouře, jež skončily svržením starého režimu a abdikací cara. Byla sestavena prozatímní vláda z umírněných konzervativců a liberálů i s účastí socialistických stran a za pokračujících bojů na frontě začal v Rusku zápas o charakter nového státu. Zúčastnily se ho všechny strany a hnutí politického spektra, z nichž však brzy nabyly na síle – s tím jak se zhoršovala situace na frontě i v zázemí – především skupiny s radikálním programem.
Jednou z těchto skupin byli i bolševici, příslušníci Ruské sociální demokracie, kteří si v důsledku vnitrostranických neshod vytvořili samostatnou stranickou organizaci v rámci celého Ruska. Vůdcem bolševiků byl dlouholetý politický emigrant a teoretik marxismu Vladimír Iljič Lenin, obratný politik i debatér, ale i ortodoxní zastánce Marxova učení (především v otázce vyvlastnění soukromého majetku, méně už pokud jde o formu vlády). Lenin na své spolupracovníky od léta 1917 naléhal, aby strana převzala moc a pokusila se v zemi provést sociální revoluci – „aby obrátila Rusko vzhůru nohama“. Přes tuhou opozici ve vlastních řadách nakonec uspěl a v listopadu 1917 (podle starého kalendáře v říjnu – odtud říjnová revoluce) provedli bolševici státní převrat, svrhli prozatímní vládu a začali překotně uskutečňovat svůj program.

## Počátky odporu

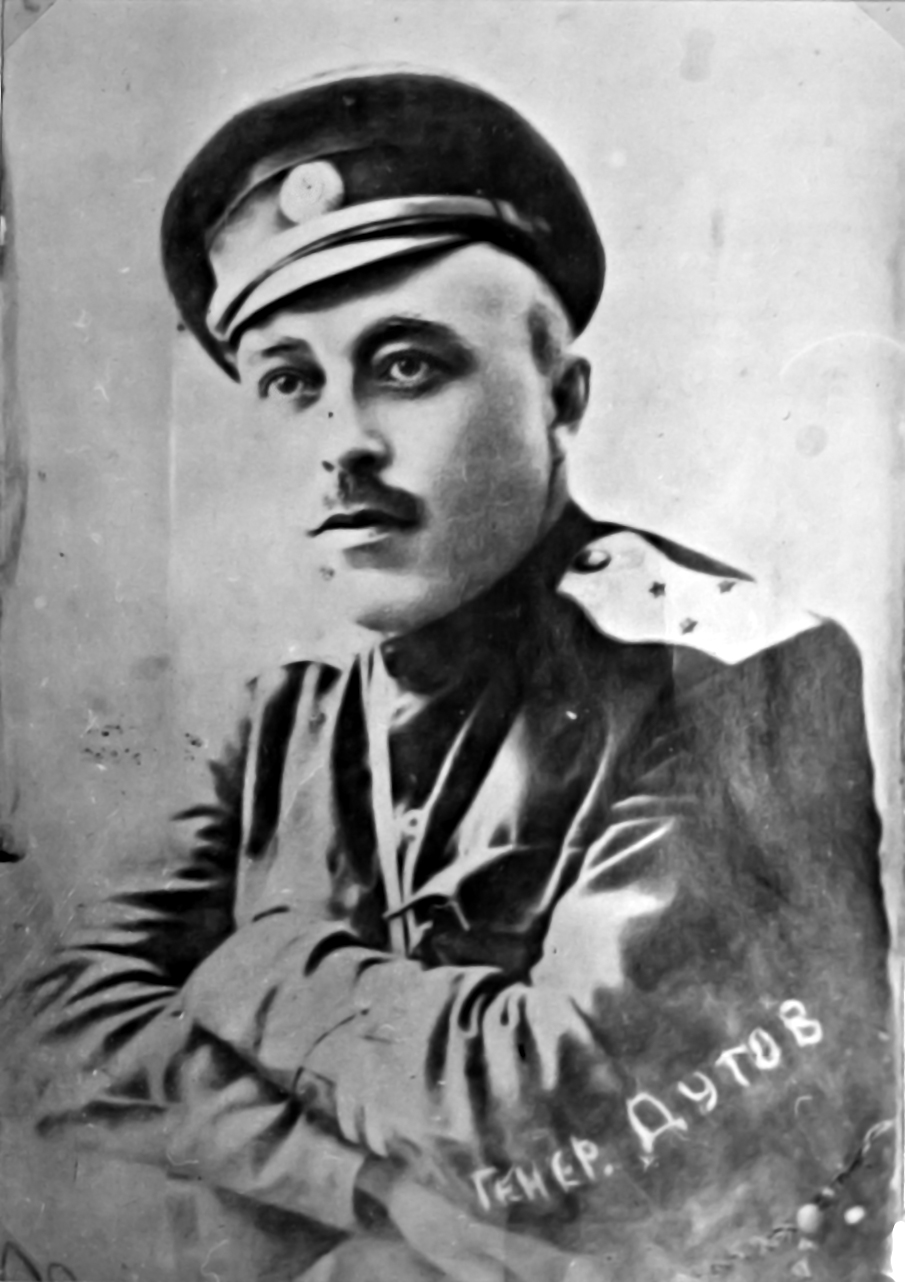
Ataman Dutov

V řadách opozice nejprve převládal názor, že se bolševici dlouho neudrží (mnozí bolševici si to mysleli rovněž), a jelikož Lenin dal najevo ochotu uspořádat volby do Ústavodárného shromáždění, do konce roku 1917 nedocházelo k významnějším nepokojům, snad jen s výjimkou aktivit kozáckého atamana Dutova v oblasti sibiřského Orenburgu na samém sklonku roku. Avšak zřízení zárodku budoucí tajné policie čeky, rozehnání Ústavodárného shromáždění, v němž získala většinu strana eserů, a diktátorské počínání bolševiků přesvědčily brzy část opozice, že bude nutné klást novému režimu odpor.
K nejtužším protivníkům Lenina a jeho vlády patřila pochopitelně stará generalita, avšak její vystoupení na počátku roku 1918 zprvu příliš nepřesvědčilo – generál Kaledin spáchal ze zoufalství nad neochotou vojáků bojovat sebevraždu a generál Kornilov, který zformoval zárodek Dobrovolnické armády, byl přemožen a zahynul. Přesto někteří generálové přešli k bolševikům, například Michail Bonč-Brujevič, Andrej Sněsarev, Vladimir Jegorjev a několik dalších. V Rusku bujela v prvních měsících roku 1918 naprostá anarchie, neboť bolševici měli sice v moci města, ale prakticky žádnou armádu hodnou toho jména, a venkov se zcela vymykal jejich kontrole. Vláda byla slabá, ze západu postupovala do nitra Ukrajiny německá armáda spolu s Rakušany, oblasti s neruským obyvatelstvem se snažily dosáhnout nezávislosti; hospodářství stálo před kolapsem. Leninovi velmi pomohlo až uzavření separátního míru s Německem v březnu t. r. (Brestlitevský mír), neboť tak se alespoň podařilo odvrátit hrozbu, že Němci obsadí celý západ země.
Sesazený car Mikuláš II. a jeho rodina byli zajati a poté drženi v Ipaťjevově domě v Jekatěrinburgu. 17. července 1918 byli všichni - celá carská rodina včetně dětí - z rozkazu komisaře Sverdlova postříleni pod záminkou, že by se jich  mohly zmocnit a tedy osvobodit je blížící se československé legie. Ty přišly necelý týden poté a město obsadily. Na Michajlovském hřbitově dnes stojí památník československým obětem.

## Vzpoura eserů
V lednu 1918 založili bolševici Rudou armádu a o něco později byl jejím vrchním velitelem jmenován Lev Davidovič Trockij, jeden ze strůjců říjnové revoluce a schopný řečník. Brzy na to, 14. května 1918, došlo k události, která plně rozpoutala občanskou válku – k vystoupení československých legií na východě. Ty byly v Rusku vytvořeny z válečných zajatců a původně se s nimi počítalo pro boj na straně Dohody, po říjnových událostech však byly ponechány samy sobě a ocitly se ve víru ruských zmatků. Čeljabinský incident, při němž maďarští zajatci údajně Čechoslováky napadli, odstartoval jejich revoltu a Trockij ztratil nad vývojem dění kontrolu. Všude, kam Čechoslováci vstoupili, bolševická vláda padla a moci se chopili příslušníci strany eserů, vítězové legálních voleb do Ústavodárného shromáždění. Jejich velkou výhodou zpočátku bylo, že se politicky opírali o venkov.
V červnu 1918 utvořili eseři v Samaře Výbor členů Ústavodárného shromáždění (Komuč), který měl navázat na bolševiky násilně přerušený ruský parlamentarismus. S pomocí legií ovládlo vedení Komuče oblast Samary i Ufy a ihned začalo formovat protibolševickou armádu. Vojáky ke službě zčásti nutili i násilím, proto byla služba nepopulární a vliv této skutečnosti na bojovou morálku byl značný. Další významná ruská strana, menševici, se z ideologických důvodů odmítla ke vzpouře připojit. Na všeruském sjezdu menševiků byla přijata deklarace, že bolševici představují pro ruskou revoluci nebezpečí a zlo, ale že jsou zlem a nebezpečím mnohem menším než ostatní strany a kozáci. Z toho důvodu menševici vyjádřili po sjezdu nejen politickou, ale i vojenskou podporu bolševikům a vydali prohlášení vyzývající menševické přívržence a řadové členstvo k upuštění od protibolševických akcí.
Armádu usilovně budoval i Trockij. Do října 1918 měli bolševici k dispozici více než 100 000 vojáků, do jejichž čela byl postaven bývalý carský důstojník Michail Nikolajevič Tuchačevskij. Za jedno z prvních větších střetnutí se dá považovat bitva o Kazaň, v níž v září 1918 Rudá armáda dosáhla důležitého taktického vítězství, zničila jednotky Komuče a donutila československé legie ustoupit. Vedle Trockého byl hlavou operace Jukums Vācietis, velitel rudé lotyšské pěchoty.

## Kolčakova vláda na Sibiři
Na Sibiři se zatím utvořila prozatímní vláda, složená z eserů a místních politiků, tu však v listopadu 1918 svrhl někdejší velitel Černomořské floty, admirál Alexandr Vasiljevič Kolčak, jenž pod pohrůžkami donutil esery, aby tuto změnu akceptovali. Kolčak se stal absolutním vládcem Sibiře a ze svých hlavních politických a vojenských středisek v Omsku a Irkutsku nařídil pozatýkat i většinu zbylých členů Ústavodárného shromáždění a deportovat je do Číny se zákazem vstupu na území Ruska.
Sám sebe prohlásil Kolčak za "všeruského vládce", přičemž území pod jeho kontrolou dosahovalo rozlohy 300 000 km² a žilo zde 7 milionů obyvatel. Největším problémem pro Kolčaka v boji s bolševiky bylo jednak silné působení bolševických partyzánských oddílů a odpor vůči jeho ultranacionalistické a procarské politice, jednak rozpory mezi ním a zbytkem důstojníků a vojáků (těm se obecně – stejně jako jiným vojskům opozice – říkalo bílí či bělogvardějci). I kvůli jeho politice mu odmítli poskytovat vojenskou podporu Američané.

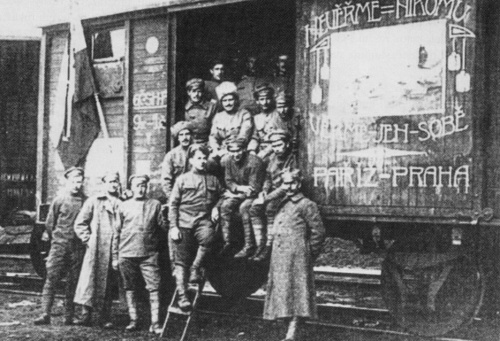
Vlak s československými legiemi

Proti jeho vládě povstaly jednotky eserské Lidové armády, které se na jaře 1919 připojily k bolševické Rudé armádě. Dne 9. června 1919 bolševické síly pod vedením Michaila Tuchačevského překročily Ural a začaly Kolčakovu armádu zatlačovat na východ. Kolčakovci bez vojenské podpory, zásob zbraní a munice i civilní podpory (tu ztratili ve chvíli, kdy Kolčak obnovil statkářská práva a zavedl bílý teror) rychle ztratili zbytky morálky. 25. července dosáhla Tuchačevského 5. armáda Čeljabinsku a obsadila ho. 14. listopadu byl osud Kolčakovy sibiřské republiky zpečetěn, když se většina jeho vojenské posádky ve městě Omsk rozprchla a téměř bez odporu vydala město bolševikům. Ti zajali více než 50 000 vojáků, 10 vysoce postavených důstojníků a ukořistili zbraně a munici, jež kolčakovcům zůstaly. O den dříve Kolčak uprchl za pomoci československých legií do Irkutska.
Irkutsk se však dlouho neudržel a poté, co ho obsadily síly levých eserů, vydaly československé legie Kolčaka i zlatý poklad, jenž se převážel na východ (stalo se tak mj. i z podnětu francouzského generála Janina). Leví eseři zformovali v Irkutsku tzv. Politický komisariát či Politické centrum, jež převzalo vládu ve městě. Dne 4. ledna 1920 Kolčak rezignoval a o šestnáct dní později předal Politický komisariát město bolševickému Vojenskému výboru. 6. března Politický komisariát a vojenský tribunál složený z bolševiků, levých eserů a menševického zástupce odsoudil Kolčaka a jeho druhého premiéra Viktora Pepeljajeva k smrti za teror proti civilistům, ozbrojený boj proti republice, kontrarevoluční aktivity a další protisovětské zločiny. Vyšetřování Politického komisariátu dospělo k závěru, že Kolčakův bílý teror přímo či nepřímo zahubil více než 110 000 civilistů. 6. února 1920 byl Kolčak oficiálně odsouzen, 7. února byl popraven. Teprve 7. března vstoupila do města Rudá armáda a oficiálně oznámila smrt Kolčaka. Ačkoli bolševici na Sibiři znovu ustanovili svou moc, jistou dobu stále ještě museli bojovat se zbývajícími cizími jednotkami, včetně československých.

## Boje s Juděničem

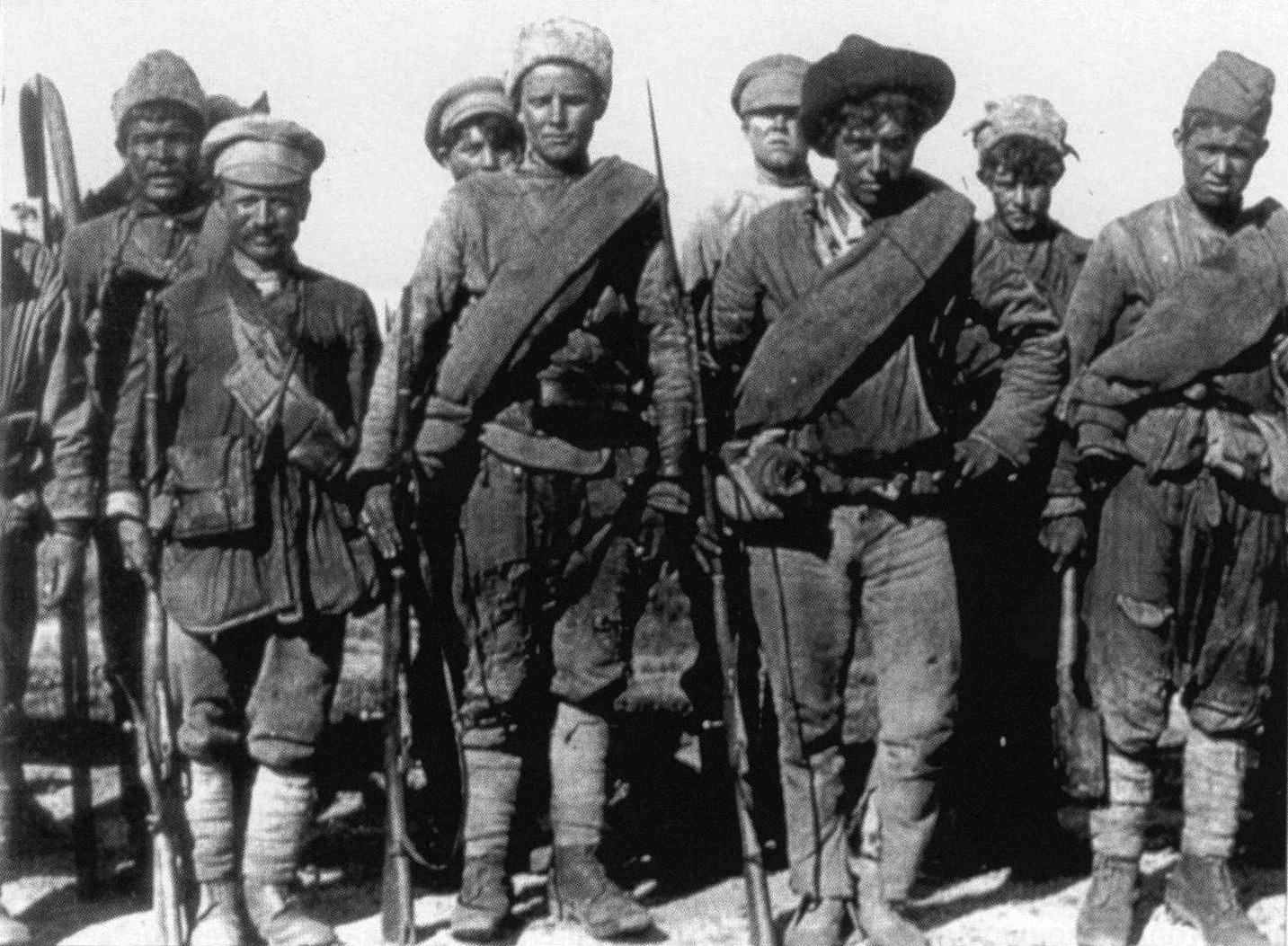
Vojáci antibolševické Sibiřské armády v roce 1919

Situace v severním a severozápadním Rusku byla odlišná. Zde sehráli primární roli v boji proti bolševikům západní interventi, především britský a americký kontingent, který obsadil v červnu 1918 Archangelsk a Murmansk. Významnou úlohu sehrál i generál Nikolaj Judenič, podporovaný Brity. Bojovalo zde přes 13 000 intervenčních vojáků proti přibližně 14 000 bolševiků. Nejdůležitější bitvou v této části občanské války a jednou z nejdůležitějších vůbec se stala bitva o Petrohrad v říjnu a listopadu 1919.
Před bitvou Lenin krátce uvažoval o evakuaci Petrohradu. Vojenský komisař Stalin a lidový komisař vojenství Lev Trockij ho ale přesvědčili o nutnosti město bránit. Bolševici shromáždili 65 000 vojáků a proti nim vystoupila bělogvardějsko-estonská armáda pod vedením Juděniče a estonského velitele Laidonera o celkové síle 41 500 vojáků. Demoralizace Juděničových vojáků ovšem vedla k tomu, že mnoho jednotek ani nezaútočilo a už se vzdalo předem. Po sérii vzpour mezi bílými i interventy se britská vláda rozhodla stáhnout své síly, a s nimi ustoupili i Američané. Juděničova armáda se tak definitivně rozpadla. Souběžně s bojem proti Juděničovi a interventům museli bolševici bojovat i proti karelsko-finským nacionalistům a místním jednotkám finské armády.

## Situace v jižním Rusku

### Bitva o Caricyn

Evropské dějiště občanské války
Pod kontrolou bolševiků, únor 1918
Pod kontrolou bolševiků, léto 1918
Maximální dosah anti-bolševických sil

Za ruské občanské války byla každá z front velice rozdílná a "pestrá". To platilo i o jihoruské-kavkazské frontě, na níž v druhé polovině roku 1918 udeřili donští kozáci – ti disponovali asi 40 000 ozbrojenci. V srpnu 1918 zahájil generál Mamontov útok jezdectva na Caricyn, město důležité pro bolševiky vzhledem k jeho zásobovací a zemědělské podstatě (posílaly se odtud zásoby potravin a obilí na sever do Moskvy a Petrohradu). Jednalo se o první hromadné nasazení jezdectva v občanské válce a bolševiky to donutilo vybudovat si rychle vlastní kavalerii. Boje o město trvaly až do října, pak se Mamontov opět stáhl.
Hlavním vojenským komisařem bolševiků byl na této frontě Josef Stalin a jeho role při organizaci obrany byla později silně glorifikována. Již tehdy se projevovalo jeho extrémně autoritářské chování, nechal např. svévolně zatknout generála Sněsareva, carského důstojníka, který přešel k bolševikům. Teprve na Leninův a Trockého zákrok byl Sněsarev osvobozen.

### Děnikinův postup na Moskvu
Z dlouhodobého hlediska byla pro bolševiky mnohem nebezpečnější Dobrovolnická armáda, jejíž velení převzal po smrti generálů Kornilova a Alexejeva v září 1918 Anton Děnikin (podporoval ho monarchista Vladimir Mitrofanovič Puriškevič). Jednotkám této armády se od jara do podzimu 1919 podařilo dosáhnout řady úspěchů, zčásti zcela překvapivě. 20. září padl Kursk a 14. října dokonce Orel, ležící pouhých 400 km od Moskvy. Poté však následovala ofenzíva bolševiků, především jezdectva Semjona Buďonného, a na děnikinovce dopadala rána za ranou. Do ledna 1920 byli omezeni už jen na oblast při Černém moři u Novorossijska, odkud je anglické lodě evakuovaly na Krym. Děnikin rezignoval na velení a jeho nástupce Pjotr Wrangel byl po porážce svých vojsk na Perekopské šíji nucen zorganizovat evakuaci své armády a části civilistů a přes krymské přístavy po moři opustit teritorium Ruska.
Na jižní frontě bylo příčinou neúspěchu bílých jednak přílišné vysunutí čelních jednotek na sever, jednak snaha restituovat některé předrevoluční poměry – podobně jako v případě Kolčaka. Teror děnikinovců byl obecně zhruba stejný jako teror jejich protivníků.

### Kavkaz
Na Kavkaze (zejména v Ázerbájdžánu) došlo k několika probolševickým vzpourám, jež vyvrcholily vytvořením tzv. bakuské komuny. Ta byla sice krátce po svém vzniku zlikvidována nacionalistickými musavaty, kteří přizvali do země britské intervenční jednotky, protibolševické síly se tu však udržely jen dočasně. Poté, co utrpěly porážku, zaútočili bolševici proti nezávislým kavkazským republikám a jednu po druhé je ovládli.

## Válka na západě

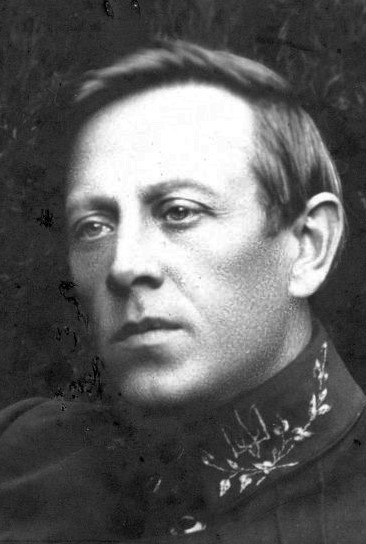
Symon Petljura

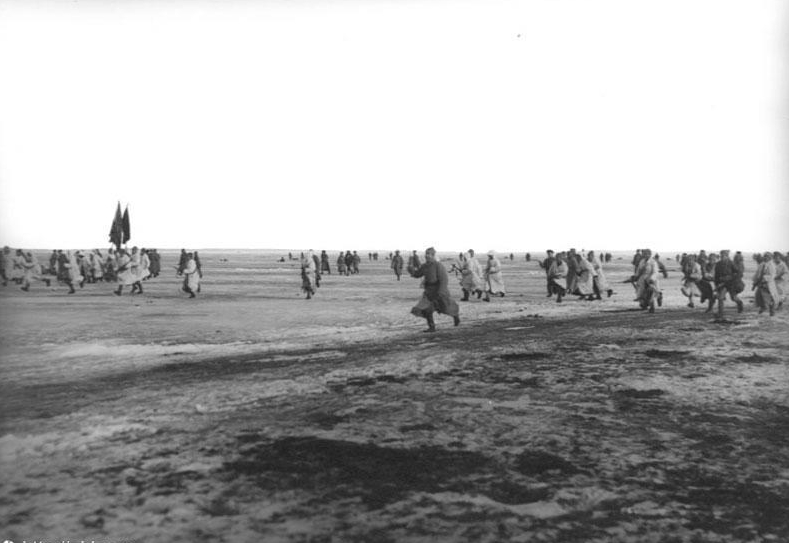
Rudí vojáci útočí na kronštatské námořníky

Západní fronta byla pravděpodobně nejrozsáhlejším bojištěm a střetlo se zde nejvíce politických sil. Vedle bolševiků a bělogvardějců zde byli anarchisté (Nestor Machno), nacionalisté (Symon Petljura), britští a francouzští interventi, polská armáda (maršál Piłsudski) a zpočátku i německá armáda (jež podporovala hetmana Skoropadského). Také se zde bojovalo nejdéle.
První boje začaly už v únoru 1918, kdy po prvním a neúspěšném kole vyjednávání v Brest-Litevsku zaútočila vojska Ústředních mocností proti bolševické Ukrajině a Bělorusku, velice rychle se dostala hluboko do ruského území a obsadila většinu běloruských krajů a polovinu Ukrajiny včetně Kyjeva. Tam vznikl loutkový stát Ukrajinská lidová republika (ULR) pod vedením již zmíněného hetmana Skoropadského. Ten si počínal poměrně nezávisle, uzavřel příměří s bolševiky a provedl řadu reforem, ovšem na úkor demokratizace. Byl silně prorusky zaměřený a jeho kabinet tvořili z velké části monarchisté a konzervativci.
Poté, co v západní Evropě skončila první světová válka, odmítli bolševici respektovat platnost brestlitevské mírové smlouvy a fakticky si nárokovali území patřící carskému Rusku před válkou. Prohrou Německa skončila i vláda Skoropadského, který nebyl s to se bez německé vojenské pomoci udržet a byl sesazen nacionalistickým kozákem podporovaným ukrajinským rolnictvem, Symonem Petljurou.
Kromě nyní již propolské ULR se na ukrajinském území utvořila ještě Ukrajinská sovětská socialistická republika vedená bývalým rudým námořníkem ukrajinského původu Pavlem Dybenkem a anarchistické Svobodné území, na němž byl největší autoritou Nestor Machno. V severní části západní fronty, v Pobaltí, vzniklo i několik krátkodobých sovětských států, především Estonská komuna pracujícího lidu vedená Janem Anveltem, jež existovala od listopadu 1918 do června 1919 a zanikla během estonské války za nezávislost, Litevsko-běloruská sovětská socialistická republika a Lotyšská sovětská socialistická republika vedená Pēterisem Stučkou (prosinec 1918 – leden 1920).

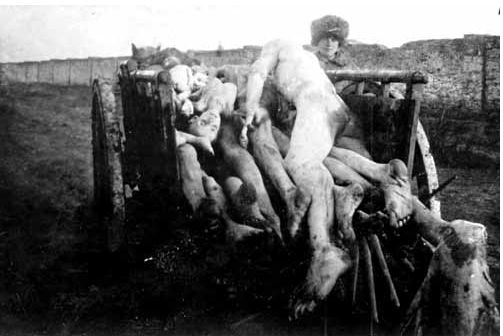
Oběti hladomoru v Rusku, 1921-22

V roce 1918 se polský vojevůdce Józef Piłsudski rozhodl vytvořit tzv. Mezimořskou federaci a učinit z Polska velmoc rozkládající se od Baltu až k Černému moři. S tímto cílem zahájil válku proti Západoukrajinské lidové republice, jež byla odštěpkem od Ukrajinské lidové republiky, obsadil ji a uzavřel spojenectví s ULR. Za účelem boje proti bolševikům vtáhla polská armáda do Kyjeva, kde měla vojensky podpořit prezidenta Petljuru. V únoru 1919 napadli Poláci sovětskou Ukrajinu a Bělorusko, v červnu 1920 už jejich armáda držela celé Bělorusko a většinu východní Ukrajiny. Pak se ale karta obrátila, bolševické síly se přeskupily a získaly posily ze Sibiře, kde byla o několik měsíců dříve poražena kolčakovská vojska, a jednotky z Kavkazu. Mimo to se k bolševikům přihlásilo více než 14 000 bývalých carských důstojníků, přes 100 000 dezertérů a tisíce civilistů. Koncem června 1920 sovětské síly dosáhly Kyjeva, odkud se stáhla většina polské a ukrajinské lidové armády směrem na západ.

## Důsledky
Primárními důsledky občanské války byl hladomor (Hladomor v Povolží) a hospodářský rozvrat (úroveň výroby dosahovala koncem roku 1921 úrovně z let 1780–1790, tedy 13 % předválečné úrovně). Bolševici nicméně porazili všechny své hlavní soupeře, a třebaže je ještě čekala válka s Polskem (viz rusko-polská válka), nastolili definitivně svou moc v šestině světa. Jejich stranická diktatura se během války nesmírně upevnila a v rámci strany samotné byly postupně odbourány všechny náznaky kolegiálního rozhodování.